# Slim Wintermute
Urgel Omet Wintermute, detto Slim (Portland, 9 luglio 1917 – Lake Union, 19 ottobre 1977, morte presunta ), è stato un cestista e allenatore di pallacanestro statunitense, professionista nella NBL.

## Carriera
Giocò per una stagione nella NBL, disputando 25 partite con 7,2 punti di media.